# Peperomia ciliatocaespitosa
Peperomia ciliatocaespitosa är en pepparväxtart som beskrevs av Carv.-silva. Peperomia ciliatocaespitosa ingår i släktet peperomior, och familjen pepparväxter. Inga underarter finns listade i Catalogue of Life.